# Rhinopias
Rhinopias es un género de peces marinos que pertenecen a la  familia Scorpaenidae. Agrupa a 7 especies nativas del Océano Índico y Pacífico. Al igual que los demás miembros de la familia Scorpaenidae, los Rhinopias utilizan camuflaje para ocultarse en su entorno. Las especies que conforman el género son peces poco comunes, pero a veces aparecen en el comercio de acuarios, donde alcanzan precios elevados.

## Especies
Se reconocen las siguientes especies:
- Rhinopias aphanes Eschmeyer, 1973
- Rhinopias argoliba Eschmeyer, Hirosake & T. Abe, 1973
- Rhinopias cea J. E. Randall & Disalvo, 1997
- Rhinopias eschmeyeri Condé (fr), 1977
- Rhinopias filamentosus (Fowler, 1938)
- Rhinopias frondosa (Günther, 1892)
- Rhinopias xenops (C. H. Gilbert, 1905)